# Династія Сун
Династія Сун (кит.: 宋朝, піньїнь: Sòng Cháo; 960—1279) — імператорська династія в Китаї 10 — 13 століття, яка розпочалась 960 р. н. е. і тривала до 1279 р. н. е. Її заснував імператор Тайцзу, який був спадкоємцем престолу узурпатора Чжоу, на якому було закінчено період П'яти династій і десяти королівств. Династія Сун часто вступала в конфлікти з тогочасними династіями Ляо та Західна Сія на півночі та була завойована династією Юань під керівництвом монголів. Першим урядом в історії, який започаткував використання паперових грошей на національному рівні, а також перше керівництво в Китаї, за якого було утворено постійний флот належить правителям династії Сун. Також їхній першості належить започаткування використання пороху та знаходження півночі з використанням компасу.
Хронологію династії Сун поділяють на 2 періоди: Північну Сун (北宋, 960—1127), і Південну Сун (南宋, 1127—1279). Протягом періоду існування Північної Сун столиця держави знаходилась у північнокитайському місті Бяньцзін, сучасному Кайфені, а Імператори династії контролювали більшу територію внутрішнього Китаю. В часи Південної Сун північнокитайські території були завойовані маньчжурською державою Цзінь, і столиця династії була перенесена на берега річки Янцзи, у південнокитайське місто Ліньань, сучасний Ханчжоу; колиска китайської цивілізації, долина річки Хуанхе, була втрачена. У 1234 році династію Цзинь завоювали монголи, які взяли під контроль північний Китай та підтримуючи непрості відносини з Південною Сун. Менгке Хан, четвертий Великий хан Монгольської імперії, загинув в 1259 році, коли брав місто Чунцин в облогу. Його молодшого брата Кублай-хана проголосили новим Великим ханом, хоча його вимога була лише частково визнана монголами на заході. У 1271 р. Кублай-хана проголосили імператором Китаю. Після війни, що тривала протягом двох десятиліть, армії Кублай-хана в 1279 році завоювали династію Сун.
Протягом 10 — 11 століть, завдяки господарському розвитку південнокитайських та індокитайських земель, населення держави Сун зросло вдвічі. Це стало поштовхом до соціально-економічної революції. Зросла роль місцевої знаті у керуванні регіонами. Цьому значною мірою сприяли реформи Ван Аньши. Розширення населення, зростання міст та виникнення національної економіки призвели до поступового виведення центральної влади з безпосередньої участі в економічних справах. Нижня шляхта взяла на себе більшу роль у місцевій адміністрації та місцевих справах.
Соціальне життя населення тогочасного Сун було вельми яскравим. Громадяни збиралися, щоб продавати та переглядати дорогоцінні твори мистецтва, народ міг знайти для себе велику кількість розваг на місцевих площах, проводилися різноманітні фестивалі та організовувалися закриті клуби для знаті. За рахунок винайденого нового виду друку в 11 столітті надзвичайно зросло розповсюдження літератури та підвищився рівень знань у місцевого населення. Філософія, наука, математика та інженерія зазнали свого розквіту під час Сун. Стало помітно активізацію конфуціанства, яке було наповнена буддистськими ідеалами. Філософи зауважили на нову організацію класичних текстів, які висвітлювали основне вчення про неоконфуціанство.

## Історія

### Північна Сун, 960—1126
Після узурпації престолу династії Чжоу, пізніше імператор Тайцзу (р. 960—976), провів шістнадцять років, підкорюючи решту Китаю, об'єднуючи більшу частину території, що колись належала до імперій Хан і Тан, і закінчив переворот П'ять династій і десять королівств. У Кайфені він створив сильну центральну владу над імперією. Створення столиці ознаменувало початок періоду Північної Сун. Він забезпечив адміністративну стабільність та сприяв реалізації проектів, що забезпечували ефективність спілкування в усій імперії. В одному такому проекті картографи створювали детальні карти кожної провінції та міст, які потім було зібрано у великому атласі. Імператор Тайцзу також пропагував новаторські науково-технічні нововведення.

## Населення та культура
Династія Сун стала епохою витонченості та складної соціальної організації. Одні з найбільших міст у світі того періоду було знайдено саме в Китаї (населення міст Кайфен та Ханчжоую налічувало понад мільйон осіб). Люди знаходили для себе розваги на будь-який смак, зокрема освіта була також досить доступною для населення через значну наявність шкіл, а велика кількість храмів зробила ближчою та відкритою релігію для кожного. За сприяння уряду було створено програми соціального забезпечення, відкрито будинки пристарілих, громадські лікарні та відведено місце для поховання бідняків. Від колишньої династії Хань Сун успадкувала налагоджену поштову службу, що зробила доступним спілкування по всій імперії. Центральний уряд залучив тисячі працівників пошти до обслуговування поштових відомств по всьому Китаю. У сільській місцевості населення мало свої власні землі або винаймали ділянки в оренду, або ставали найманими робітниками у власників великих маєтків.
Хоча жінки займали меншу нішу в соціальному житті, ніж чоловіки, проте вони мали значну кількість соціальних та юридичних привілеїв. Оскільки династія Сун ставала все більше процвітаючою, то і змінювалось матеріальне становище населення. Наприклад, так як батьки нареченої мали більше багатства, яке вони могли дати своїй дочці на придане, коли вони виходила заміж, то згодом почали з'являтися нові закони, які давали жінці більше законних прав на володіння майном. Жінки могли здобувати хорошу освіту і з раннього віку виховували дітей. Зокрема, мати вченого, генерала, дипломата та державного діяча Шен Куо навчала його основам військової стратегії. Були також виняткові письменниці та поетки, такі як Лі Цінжао (1084—1151), які прославилися навіть за життя.
В цей період велике значення для життя людей мала релігія. Основні вірування були в божества даосизму та буддизму; існувала віра в жертвоприношення. Тансен Сен стверджує, що більшість буддійських ченців з Індії їздили до Китаю під час існування династії Сун, під час династії Тан (618—907). З багатьма етнічними іноземцями, які подорожували до Китаю, щоб вести торгівлю або жити на постійній основі, прийшла велика кількість інших релігій; релігійні меншини в Китаї включали мусульман, юдеїв та маніхейців.
Населення активно займалось соціальним життям, проводили різноманітні фестивалі, серед яких Фестиваль ліхтарів та фестиваль Цинмін. У містах відбувалися постійні розважальні заходи, що забезпечували неабияке різноманіття. Там можна було знайти акробатів. співаків, музикантів, театральних акторів, оповідачів, зокрема була численна кількість місць для відпочинку, місця для чаювання та ресторанів. Серед еліти та загального населення мала велику популярність театральні драматичні вистави. У Кайфені знаходилось чотири театри, які могли б прийняти у себе близько тисячі відвідувачів за раз. Також була відомою така домашня забава як «сянкі».

### Закон та правосуддя
Судова система Сун зберегла більшість юридичних кодексів більш ранньої династії Тан, що лежать в основі традиційного китайського права до сьогодні. Місцеві шерифи підтримували правопорядок у муніципальних юрисдикціях та іноді заходили в сільську місцевість. Офіційні магістрати, які здійснювали нагляд за судовими справами, не лише очікували від жителів знання письмового права, а й підтримання моралі у цілому суспільстві. Такі магістрати, як знаменитий Бао Цинтіан (999—1062), були втіленням високоморального судді, який підтримав правосуддя і ніколи не керувався власними принципів. Звинувачена особа або сторони, на яких було подано до суду за кримінальне або цивільне правопорушення, не вважалися повністю безневинними, якщо того не було доведено, тоді як навіть обвинувачувані мали високим ступень підозри від суду. Внаслідок того, що судові витрати були занадто високими, люди в Сун вважали за краще вирішувати спори та сварки в приватному порядку без втручання суду.
Нариси Шен Хуо суперечили китайським віруванням анатомії (наприклад, що людина має два горлових клапанів, замість трьох), саме це, мабуть, і підвищило інтерес до посмертних розтинів трупів в Китаї 12 століття. Лікар і суддя, Сун Чі (1186—1249), написав криміналістичну роботу стосовно того, як можна визначити причину смерті загиблого і довести, чи причиною було вбивство, самогубство або випадкова смерть. Сун Чі наголошував на тому, що правильно розтин повинен проводитись згідно певних норм та чітко реєструватися.

### Мистецтво, культура та філософія
На образотворче мистецтво династії Сун суттєво вплинули досягнення в новому баченні ландшафту та портретному живописі. Поет і державний діяч Су Ши та його помічник Мі Фу (1051—1107) скуповували твори мистецтва для вивчення та копіювання. Зростала популярність поезії та літератури. Нараховувалась велика кількість енциклопедій з історіографії та технічних трактатів. До них включають історичний текст, який було укладено в 1000 томів і налічував 9,4 мільйонів китайських ієрогліфів.
Отримала розвиток культура, мистецтво (Ван Сімен, Ван Шень), технології. Особливо Північна Сун відома численними поетами, зокрема Лу Ю, Су Ши, Цінь Гуань, Південна Сун — Вень Тяньсянєм, Чень Юй-ї, Дай Фугу, Цзян Куй. Починаючи з перших представників династії організовуються великі бібліотеки. У 978 році було відкрито імператорську бібліотеку, яка містила 800 тисяч сувоїв-цзюаней. Швидко розвивається справа книгодрукування. У Південній Сун нараховувалося 173 типографії.
За часів цієї династії створювали свої шедеври художники (Чжоу Веньцзюй, Хуей-цзун, Лі Гун-лін, Сюй Даонін, У Цзунюань, Чжан Дзедуань, Чжао Менцзянь, Су Ханьчен, Лі Сун, Лян Кай, Лю Сун'ян, І Юаньцзі, Ян Веньгуй, Муці Фанчань, Су Ханьчень 蘇漢臣). Набув розвитку так званий чаньський живопис, особливо в епоху Південної Сун. Яскравим представником цього напрямку був Юйцзянь.
Надзвичайного розвитку набуло виготовлення порцелянових виробів. За якістю вони переважали усі на той час існуючі. Особливо шанувалися вироби з округу Дінчжоу.

## Технології, наука та інженерія

### Математика та картографія
Протягом існування династії Сун було помічено великий розвиток математики в тій місцевості. Перша китайська ілюстрація трикутника Паскаля належить книзі математика Яна Хуейа 1261 року, хоча ще в 1100 році Цзя Сянь спробував його описати.
Для картографії та геодезія надзвичайно важливою була геометрія. Найбільш ранні китайські карти датуються 4 століттям до н. е. Проте своє піднесення і розвиток починається від Пей Сіу (224—271 рр.), який почав використовувати прямокутну сіткову систему та градуйовану шкалу відстаней, що наносяться на карти місцевості. Спираючись на давні традиції, Шен-Коо створив карту з рельєфом, а інші його карти характеризувалися рівномірною градуйованою шкалою 1: 900 000. Крім того, найдавніша у світі карта рельєфу в друкованій формі з'явилась в енциклопедії Ян Цзя в 1155 році, в якій показано західний Китай без формальної сітки, яка була характерною для більш професійних китайських карт. Хоча під час правління династії Хань вже існували ілюстровані довідники з картами місцевості, але найбільшого розвитку вони зазнали за правління династії Сун, коли використання таких карт було призначене для політичних, адміністративних та військових цілей.

## Наука
Видатними вченими цього часу є Шень Куо та Су Сун. Значного розвитку набула алгебра, яскравим її дослідником був Цінь Цзюшао.
Талановитими географами були Чжао Жугуа та Чжоу Цюйфей, що уславилися фундаментальними працями з опису сусідніх країн південно-східної та східної Азії.

## Медицина
Водночас розвивається медицина, одним з відоміших її представників був Лі Гао. При цьому в значній мірі продовжувалися традиції часів династій Суй та Тан, особливо в застосуванні припікання та акупунктури. Відомими майстрами цього були: Ван Вейї (987—1067), Сі Хун, Ван Чжичжун.

## Імператори
| Посмертне ім'я           | Особисте ім'я                     | Роки правління |
| ------------------------ | --------------------------------- | -------------- |
| Тайцзу 太祖 Tàizǔ        | Чжао Куан'їнь 趙匡義 Zhào Kuāngyì | 960–976        |
| Тай-цзун 太宗 Tàizōng    | Чжао Куан'ї 趙匡義 Zhào Kuāngyì   | 976–997        |
| Чжень-цзун 真宗 Zhēnzōng | Чжао Хен 趙恆 Zhào Héng           | 997–1022       |
| Жень-цзун 仁宗 Rénzōng   | Чжао Чжень 趙禎 Zhào Zhēn         | 1022–1063      |
| Їн-цзун 英宗 Yīngzōng    | Чжао Шу 趙曙 Zhào Shù             | 1063–1067      |
| Шень-цзун 神宗 Shénzōng  | Чжао Сюй 趙頊 Zhào Xū             | 1067–1085      |
| Чже-цзун 哲宗 Zhézōng    | Чжао Сюй 趙頊 Zhào Xū             | 1085–1100      |
| Хуей-цзун 徽宗 Huīzōng   | Чжао Цзі 趙佶 Zhào Jí             | 1100–1125      |
| Цінь-цзун 欽宗 Qīnzōng   | Чжао Хуань 趙桓 Zhào Huán         | 1125–1127      |
| Гао-цзун 高宗 Gāozōng    | Чжао Гоу 趙構 Zhào Gòu            | 1127–1162      |
| Сяо-цзун 孝宗 Xiàozōng   | Чжао Шень 趙昚 Zhào Shèn          | 1162–1189      |
| Гуан-цзун 光宗 Guāngzōng | Чжао Дунь 趙惇 Zhào Dūn           | 1189–1194      |
| Нін-цзун 寧宗 Níngzōng   | Чжао Куо 趙擴 Zháo Kuó            | 1194–1224      |
| Лі-цзун 理宗 Lǐzōng      | Чжао Юнь 趙昀 Zhào Yún            | 1224–1264      |
| Ду-цзун 度宗 Dùzōng      | Чжао Ці 趙祺 Zhào Qí              | 1264–1274      |
| Гун-цзун 恭宗 Gōngzōng   | Чжао Сянь 趙顯 Zhào Xiǎn          | 1274–1276      |
| Дуань-цзун 端宗 Duānzōng | Чжао Ши 趙昰 Zhào Shì             | 1276–1278      |
| Хуай-цзун 懷宗 Huaizong  | Чжао Бін 趙昺 Zhào Bǐng           | 1278–1279      |

## Поховання
11 березня 2017 року — в місті Чучжоу (провінція Аньхой) на сході Китаю археологи виявили стародавню гробницю з керамічної цегли у формі судна вік якої складає понад 700 років
Її висота 1,6 метра, довжина 3,7 метра. На місці розкопок також виявлені глиняні глечики, бронзове люстерко, уламки виробів з порцеляни.